# Helmut Schüller

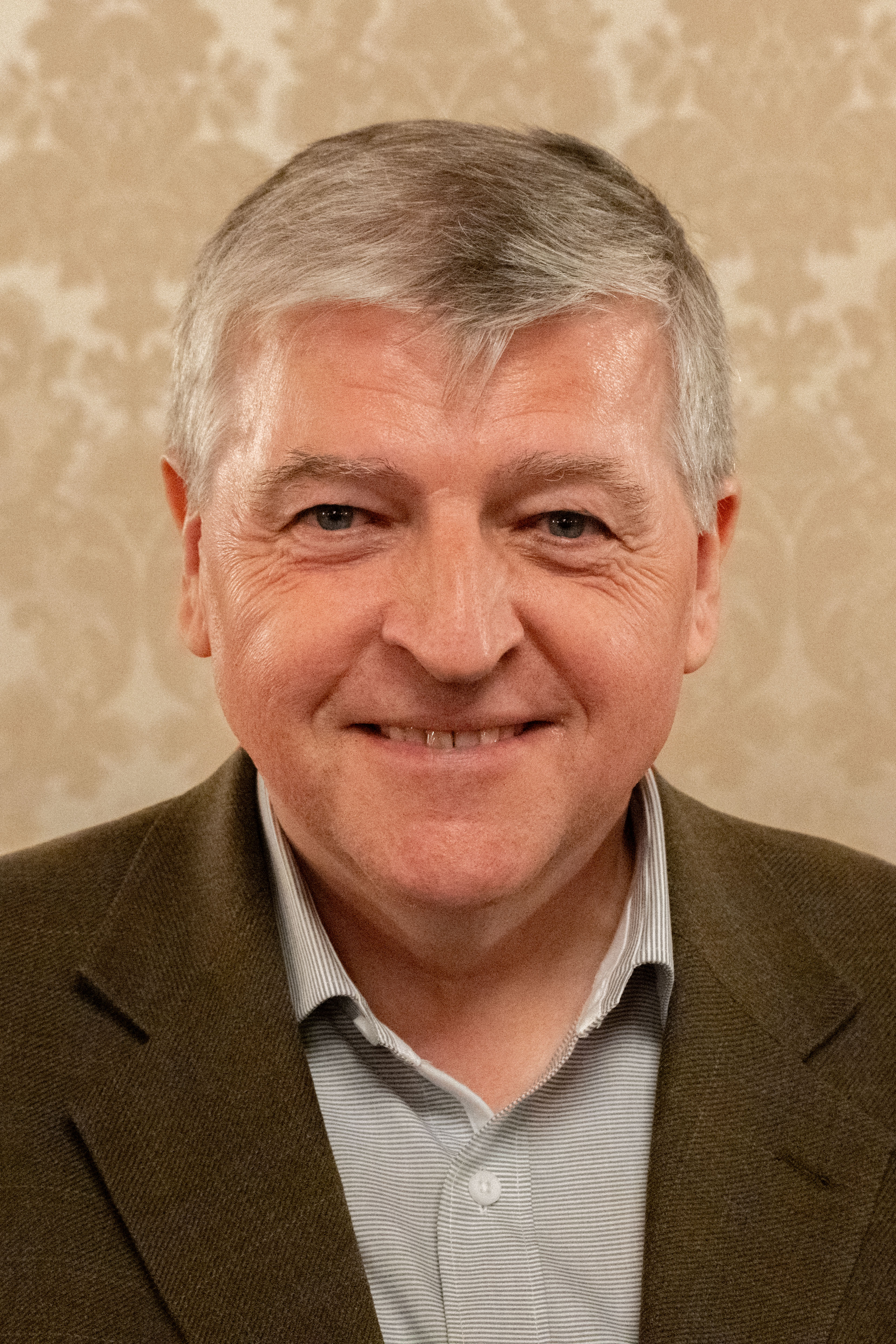
Helmut Schüller (2025)

Helmut Schüller (* 24. Dezember 1952 in Wien) ist ein österreichischer Geistlicher in der römisch-katholischen Kirche.

## Leben
Helmut Schüller wurde 1952 geboren. Er ist der ältere Bruder des ORF-Journalisten und Türkei-Korrespondenten Christian Schüller. Schüller besuchte von 1963 bis 1971 das Knabenseminar Hollabrunn, wo er unter anderen von Hans Hermann Groër unterrichtet wurde. Nach der Matura studierte er Theologie an den Universitäten Wien und Freiburg im Breisgau und schloss das Studium mit dem Doktorat ab. Nach der Priesterweihe wirkte er ab 1977 als Kaplan in der Pfarre St. Brigitta und als Religionslehrer an einer Hauptschule und an einer Höheren Technischen Lehranstalt. 1981 wurde er Diözesanjugendseelsorger in Wien. 1986 bis 1995 war er Mitarbeiter der Caritas. Am 1. Dezember 1988 übernahm er von Leopold Ungar das Amt des Direktors der Caritas der Erzdiözese Wien und am 16. Mai 1991 jenes des Präsidenten der Caritas Österreich. Im Dezember 1993 war er ein Ziel der ersten Briefbombenserie von Franz Fuchs; die Bombe wurde rechtzeitig entdeckt.
Nach der Einsetzung von Christoph Kardinal Schönborn in das Amt des Erzbischofs von Wien ernannte dieser Schüller im September 1995 zum Generalvikar, entließ ihn jedoch im Februar 1999 wegen „tiefgreifender Meinungsverschiedenheiten“ wieder aus diesem Amt.
1996 wurde Schüller Leiter der Ombudsstelle der Erzdiözese Wien für Opfer sexuellen Missbrauchs in der Kirche. In dieser Zeit formulierte er Regeln für kirchliche Mitarbeiter im Umgang mit sexuellem Missbrauch; sie wurden nicht in allen Diözesen Österreichs umgesetzt. 2005 gab Schüller diese Funktion zurück, weil sein Ziel war, dass die Ombudsstelle von Laien geleitet würde. Eigener Aussage zufolge seien diese Jahre für ihn eine Ernüchterung bezüglich der Realität im kirchlichen Alltag gewesen.
Helmut Schüller ist Pfarrer der Pfarrkirche hl. Stephan in der Ortschaft Probstdorf im Marchfeld in der Stadtgemeinde Groß-Enzersdorf, Universitätsseelsorger der Katholischen Hochschulgemeinde Wien, geistlicher Assistent der Katholischen Hochschuljugend Wien, Studentenseelsorger und seit Herbst 2006 geistlicher Assistent des Katholischen Akademikerverbands der Erzdiözese Wien.
Am 25. April 2006 stellte Schüller gemeinsam mit Udo Fischer die Pfarrer-Initiative der Öffentlichkeit vor, die unter anderem gegen eine „bedenkliche Entwicklung der Pfarrzusammenlegungen“ auftrat und die „Berufung aller Getauften zu Mitverantwortung, Mitentscheidung und Mitgestaltung“ in der Kirche unterstützen möchte. Es wurde auch die Zulassung sogenannter Viri probati zur Priesterweihe vorgeschlagen. Am 19. Juni 2011 wurde der „Aufruf zum Ungehorsam“ veröffentlicht, der unter anderem die Zulassung von Frauen und Verheirateten zum Priesteramt fordert.
Im November 2012 wurde Helmut Schüller der päpstliche Ehrentitel Monsignore vom Heiligen Stuhl entzogen. Eine Begründung dafür wurde nicht genannt.
Schüller ist Mitglied der K.Ö.L. Maximiliana Wien im Akademischen Bund Katholisch-Österreichischer Landsmannschaften. Im Mai 2007 wurde Helmut Schüller zum Vorstandsvorsitzenden des Vereins Fairtrade Österreich gewählt.

## Publikationen
- Gott entgegen. Die Chance der späten Jahre. Niederösterr. Pressehaus, St. Pölten u. Wien 1994, ISBN 3-85326-002-0.
- Notizen eines Landpfarrers. Edition Steinbauer, Wien 2007, ISBN 978-3-902494-24-5.